# Theremín
El teremín, originalmente conocido como eterófono, tereminófono, termenvox o tereminvox es uno de los primeros instrumentos musicales electrónicos. Tiene la particularidad de ser controlado sin la necesidad de contacto físico del intérprete (tereminista) con el instrumento. Su nombre deriva de la versión occidentalizada del nombre del físico ruso León Teremin (Термен), quien lo inventó y desarrolló en 1920 y lo patentó en 1928.
El instrumento consta de dos antenas metálicas que detectan la posición relativa de las manos del thereminista para controlar la frecuencia con una mano y la amplitud (volumen) con la otra. Las señales eléctricas del theremin se amplifican y se envían a un altavoz.
El teremín se ha utilizado en temas para programas de televisión como la serie de ITV Los asesinatos de Midsomer, o el tema central de la serie de vampiros de los años 60 y 70 Dark Shadows, e incluso en discos como Oxygène de 1976, de Jean Michel Jarre. Esto ha llevado a su asociación con situaciones inquietantes, o asociado a los géneros de misterio o terror. Asimismo, este instrumento se emplea en música clásica (la primera ópera en la que se lo utilizó fue Vercingétorix, de Joseph Canteloube en París, en 1933), especialmente en música experimental y en música clásica contemporánea de los siglos XX y XXI (icónica es la Fantasie for theremin, oboe, string quartet and piano escrita por el eminente compositor checo Bohuslav Martinů en 1944); así como en géneros de música popular como el rock, el rock psicodélico y el art rock.

## Historia
León Theremin era un físico, ingeniero electrónico y violonchelista aficionado de San Petersburgo. En 1918, tras la Revolución, se encontraba estudiando las ondas electromagnéticas por encargo del gobierno. Estaba investigando la detección del movimiento a través de las ondas para desarrollar una alarma inalámbrica, cuando se percató de que la presencia de su mano en el campo electromagnético alteraba la frecuencia reproducida por el dispositivo.
En marzo de 1922, tras obtener varias críticas positivas en algunas conferencias de electrónica de Moscú, Léon Teremin presentó su instrumento a Lenin, premier de la naciente Unión Soviética. Lenin quedó impresionado por el instrumento musical e incluso se inició en su aprendizaje. Se inició la fabricación de 600 instrumentos para su distribución en toda la Unión Soviética, y envió al propio Léon Theremin a un viaje alrededor del mundo para demostrar la última tecnología soviética y la invención de la música electrónica. Después de una larga gira por Europa, Theremin llegó a los Estados Unidos, donde patentó su invención en 1928.
Esta primera versión del teremín estaba constituida por un oscilador basado en una válvula electrónica, bobinas y dos antenas, todo ello dentro de una caja de madera. Una de las antenas salía del costado y la otra por la parte superior. La del costado, posicionada de forma horizontal, controlaba la amplitud (volumen) de la onda generada, mientras que la que salía de la parte superior y estaba en vertical, controlaba la frecuencia (tono).

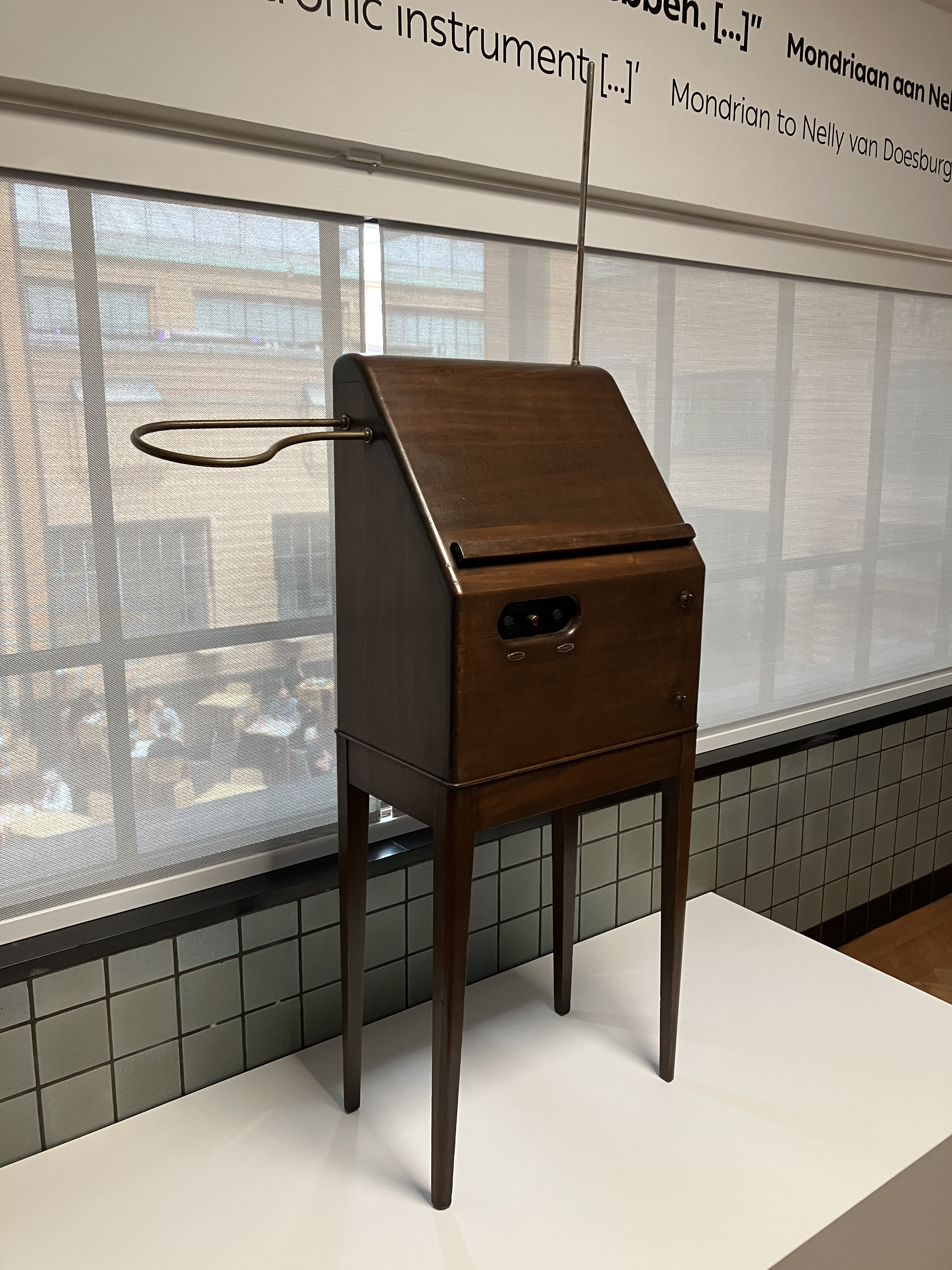
Teremín fabricado por RCA

En EE. UU. se le recibió como un gran científico y se equiparó la invención del teremín con la de la radio. Atrajo la atención de la Corporación de Radio de América (RCA) quien le propuso la compra de sus derechos por la cifra de 100 000 dólares estadounidenses con el propósito de fabricarlo. León Theremin aceptó la oferta el 12 de marzo de 1929 y la RCA se convirtió en el primer productor masivo de un instrumento electrónico. La RCA creía que el instrumento remplazaría al piano de media cola y popularizaría la afición a la música ya que pensaba que «cualquiera que pudiese mover las manos en el aire o silbar una melodía podría hacer música con él en su casa». En septiembre salieron a la venta las primeras unidades a un precio de $220. La crisis de octubre de 1929 forzó el cese de la producción.
León Teremin mantenía una relación privilegiada con el personal técnico de firmas como RCA, GE, Westinghouse, compañías aéreas y más, con los que compartía sus últimos descubrimientos y avances. Fundó y dirigió sus propias compañías manteniendo una relación directa con Amtorg Trading Corporation, la corporación comercial soviética en Estados Unidos. Todo ello condujo a que León Theremin fuese vinculado a rumores de espionaje industrial a nombre de la  inteligencia soviética de la época.

## Descripción
El diseño clásico consiste en una caja con dos antenas. Se ejecuta acercando y alejando la mano de cada una de las antenas correspondientes, sin llegar a tocarlas. La derecha suele ser recta y vertical. Sirve para controlar el tono o frecuencia: cuanto más cerca de ella esté la mano derecha, más agudo será el sonido producido. La antena izquierda es horizontal y con forma de bucle. Sirve para controlar el nivel de volumen, que será más bajo cuanto más cerca esté de la mano izquierda.
Originalmente, su versión más primitiva fue llamada ætherophone (que se podría traducir como ‘eterófono’), y solo disponía de la antena de tono. Pronto este diseño fue mejorado por el inventor, que añadió posteriormente la antena para control de volumen. Actualmente, algunos de los modelos fabricados por aficionados y comercializados del theremin disponen tan solo de la antena que controla el tono, lo que siendo rigurosos les convierte en realidad en un eterófono, y con frecuencia es un aparato que se usa para efectos especiales más que como instrumento musical, al no poderse acentuar ni separar las notas interpretadas.
También se han llegado a producir theremines de manera más o menos artesanal con modos de interactuar muy distintos, como por ejemplo, theremines ópticos que miden la cantidad de luz que llega a un sensor. También la empresa Roland comercializa en algunos de sus módulos un sensor de infrarrojos llamado D-Beam, con el que se puede controlar no solo el tono sino, alternativamente, el parámetro que se elija.

### Funcionamiento

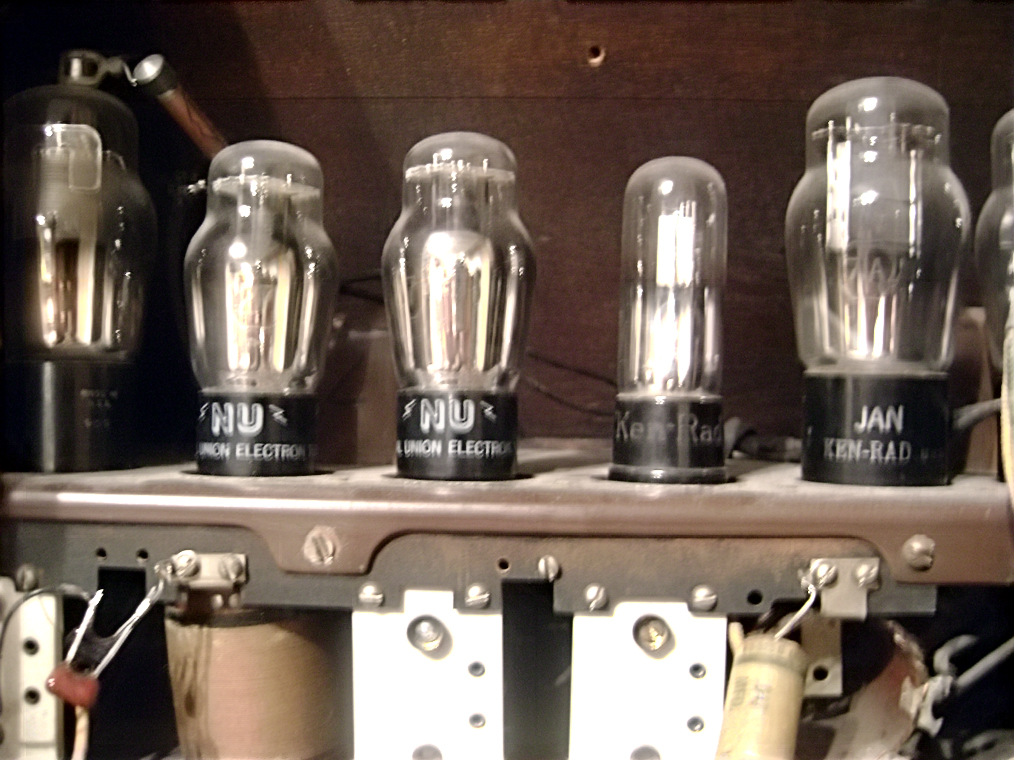
Interior de un teremín RCA de 1929. Pueden apreciarse las válvulas de vacío.

Los theremines originales estaban fabricados con las entonces novedosas válvulas de vacío, que presentaban problemas de mantenimiento y estabilidad térmica, además de necesitar altos voltajes para su funcionamiento y que, aunque no son un peligro para el ejecutante, sí lo son para un intento de mantenimiento por inexpertos.
Actualmente existen multitud de firmas que comercializan versiones de estado sólido 
(transistorizadas), que permite construir instrumentos de construcción más robusta y de tamaños portátiles, de mucho menor consumo eléctrico y mucho más estables electrónicamente.

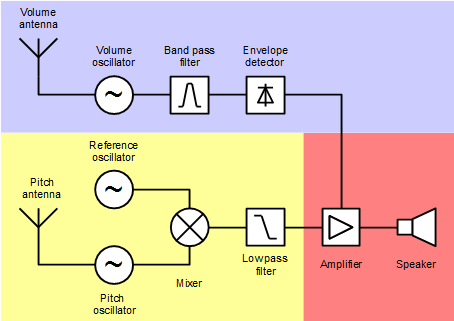
Diagrama de los bloques electrónicos que constituyen un teremín.

El funcionamiento del control de tono está basado en los mismos principios utilizados en la radio (principio heterodino). Consta de dos circuitos osciladores (por lo general basados en el circuito LC): uno de frecuencia variable (controlada por la alteración de la capacitancia existente entre la antena y el cuerpo del intérprete, dependiendo de la distancia entre ambos), y otro idéntico pero de frecuencia fija. Por lo general suelen estar sintonizados en frecuencias del rango de MF (onda media), con un rango de 100 kHz a 700 MHz. Las frecuencias de salida de ambos osciladores se mezclan para crear una señal modulada que contiene la suma y la diferencia de ambas, y seguidamente esta señal es demodulada para obtener solo la diferencia de ambas, generando sonidos en un campo de frecuencias de audio (20 Hz-20  kHz).
Finalmente la señal es procesada por un filtro paso bajo, que elimina cualquier remanente de modulación de alta frecuencia. El control de volumen consta de un único oscilador variable, un filtro paso banda que cumple la función de demodulador (generalmente un circuito discriminador Foster-Seeley o similar) y un detector de envolvente, que convierte la señal en un voltaje de salida CC que controla un amplificador controlado por tensión (VCA).
Cabe destacar que en la práctica este instrumento presenta el inconveniente de ver bastante limitada la cadencia en la ejecución de sus notas, lo que solo permite interpretar melodías armoniosas pero muy lentas, como sucede igualmente con la sierra musical. Esto aumenta enormemente su dificultad, sumando también su condición inherente de no poseer ninguna referencia visual ni táctil de la ubicación de las notas.

### Timbre
Este depende principalmente de los tipos de osciladores que se utilizan en su construcción y la frecuencia en la que trabajan, así como también del tipo de procesamiento posterior.   Originalmente, el timbre del theremin se asemejaba a algo entre un violonchelo y una voz humana (su inventor era violonchelista). El posterior avance en el desarrollo de diseño de circuitos permitió construir instrumentos capaces de obtener diferentes formas de onda ajustables, aumentando las capacidades tímbricas. Actualmente existen modelos que poseen puertos de salida de CV (control de voltaje) y/o MIDI, que posibilitan la conexión a otros aparatos que dispongan de dichas entradas (como un sintetizador o un sampler). Esto permite obtener virtualmente cualquier timbre, utilizando las antenas (juntas o por separado) como control de sonido, o incluso de cualquier parámetro que permita el aparato al que es conectado (LFO, volumen, generador de envolvente, barrido de frecuencia, etc.), expandiendo las capacidades del instrumento a límites nunca imaginados.

## Uso y popularidad

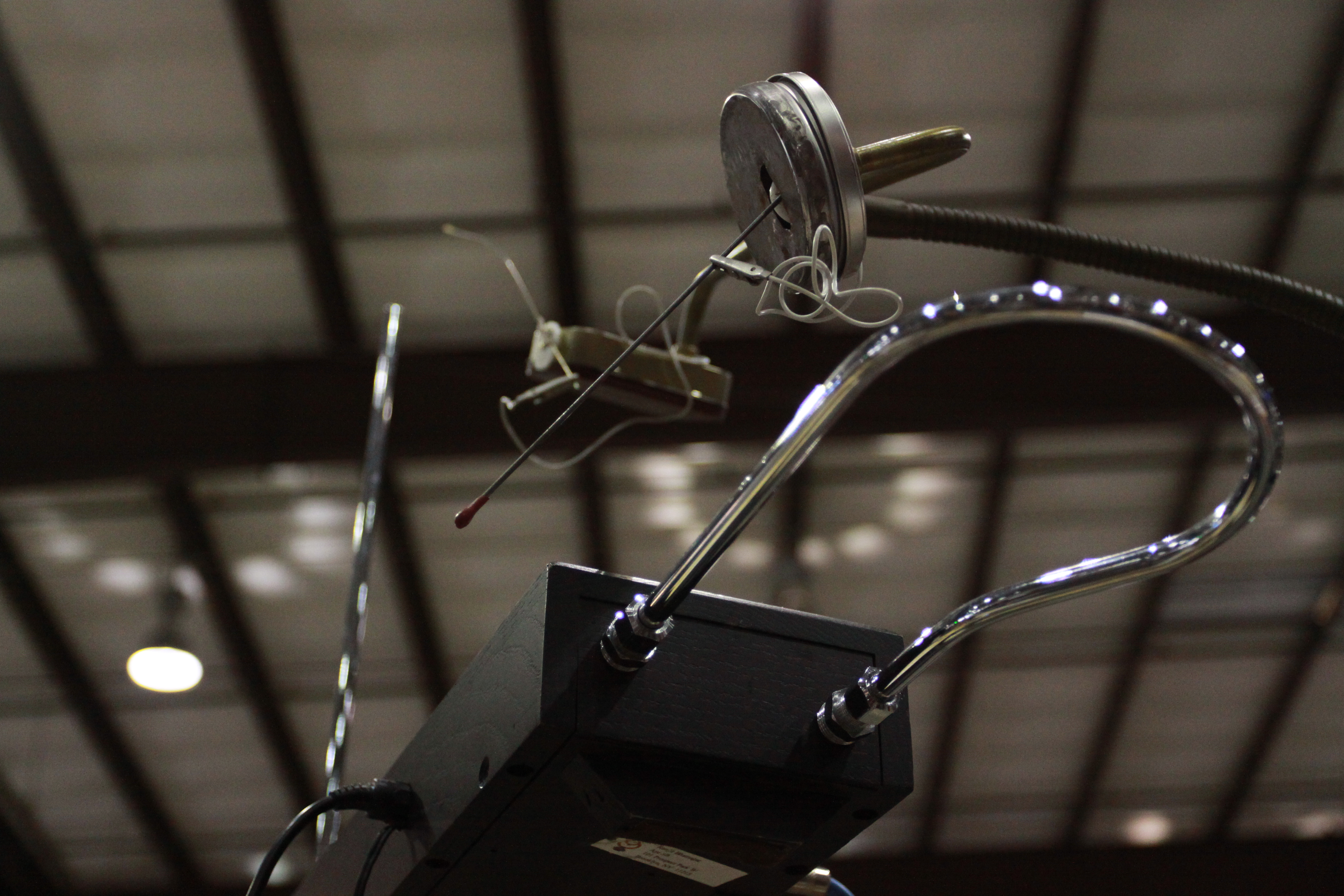
Imagen de un robot tocando un teremín.

### Música de cine y televisión
Aunque el teremín fue muy utilizado en películas de serie B de Hollywood de las décadas de 1940 y 1950, para ambientar películas de ciencia ficción y terror mediante un uso efectista en la era anterior al sintetizador, su uso original era bien distinto: la violinista y thereminista Clara Rockmore (1911-1998) lo utilizó en un repertorio romántico clásico, dándole credibilidad como instrumento solista en un entorno orquestal.
- En 1931 aparece en la película Odna con música del compositor ruso Dmitri Shostakovich, que fue uno de los primeros en incluir partes para teremín en piezas orquestales y música de cine.
- En 1945 aparece en la película Recuerda de Alfred Hitchcock. El compositor Miklós Rózsa hizo uso frecuente de este primitivo sintetizador para expresar la inestabilidad emocional de sus protagonistas en filmes de cine negro en la década de 1940. Así en Recuerda el sonido del teremín aparece cuando los pensamientos obsesivos se adueñan de la voluntad de John Ballantine (Gregory Peck).
- En 1945 aparece en la película Días sin huella de Billy Wilder que cuenta también con música de Miklós Rózsa. Los momentos de embriaguez del alcohólico Don Birnam (Ray Milland) son subrayados por este instrumento, que adquiere toda su potencialidad sonora y dramática en la escena del delirium tremens.
- En 1951 fue utilizado en la película  Ultimátum a la tierra de Robert Wise. El compositor de la banda sonora, Bernard Herrmann, incluyó dos theremines en la orquesta para crear un ambiente futurista y para enfatizar la amenaza procedente del espacio exterior, que se manifestaba en su más amplia resonancia en el hierático personaje del gigantesco robot Gort. Probablemente se trate del uso más conocido del teremín en una película clásica.
- En 1996 aparece en la película Grace of My Heart, interpretado por The Riptides grabando la canción The Pickle Song en la escena dentro del estudio casero del personaje Jay Phillips.
- En 2004 aparece en la película El maquinista, donde es interpretado por Lydia Kavina, virtuosa del instrumento y sobrina nieta del propio Léon Theremin, y que le enseñó su uso cuando era niña.
- En 2011 aparece en la serie de televisión The Big Bang Theory, en el capítulo titulado «La utilización de los pantalones de autobús». Sheldon Cooper (Jim Parsons) toca un theremin para molestar a sus amigos e interrumpir su trabajo en una aplicación de teléfono. Más tarde lo usa para consolarse a sí mismo cuando lo echan fuera de su apartamento.[3][4]
- En 2014 aparece en la película Frank de Lenny Abrahamson. Clara (Maggie Gyllenhaal) toca el teremín en una banda llamada Soronprfbs.
- En 2014 aparece en la serie de televisión American Horror Story, en el episodio titulado «Proteger el aquelarre». El personaje Myrtle Snow (Frances Conroy) toca el teremín por sus efectos calmantes.
- En 2014 aparece en la película animada My Little Pony: Equestria Girls - Rainbow Rocks de Hasbro. Cuando deciden que Twilight Sparkle se una a la banda, Pinkie Pie le pregunta ¿qué instrumento tocará? dándole varias opciones, la última es un teremín, expresando que su sonido es tan mágico.

### Música popular urbana
Este instrumento se oye también, especialmente al final, en la película One Flew Over the Cuckoo's Nest (Alguien voló sobre el nido del cuco) producida en 1975, que ganó numerosos premios internacionales y fue la segunda película en obtener los cinco principales premios Óscar: Película, director, actor (Nicholson), actriz (Fletcher) y guion adaptado.
Casi olvidado durante décadas, en la década de 1990 tuvo un resurgimiento gracias, entre otros factores, a la producción del documental Theremin, an Electronic Oddysey (1995) y a la producción a mediana escala de theremines de gama media Etherwave Standard, diseñados en la fábrica de Robert Moog (por entonces la empresa se llamaba Big Briar, luego nuevamente Moog). Dicho modelo, aunque tiene pequeños fallos de diseño y es bastante básico, se sigue fabricando en la actualidad. Debido a su alto precio, han aparecido multitud de imitaciones en todo el mundo, por lo que se puede considerar que ese modelo viene a ser al teremín lo que el modelo Stratocaster de Fender supone para las guitarras eléctricas: Un emblema y el diseño de un teremín más popular.[cita requerida]
Grupos avant-garde como los neerlandeses The Gathering, utilizan el teremín combinando su sonido con guitarras eléctricas, para conseguir un sonido distorsionado muy característico.
DJ Kilmore usó este instrumento durante un concierto en Francia en el año 2006 en la canción «Sick Sad Little World» de Incubus.
El tecladista de DragonForce Vadim Pruzhanov lo utilizó en la canción «Reasons to Live».
Mike Shinoda lo uso en presentaciones de «When They Come for Me»
También lo utiliza el músico y compositor Richie Kotzen en su tema «Walk with me».

### Otros ámbitos
Desde hace ya un par de décadas, el theremin tiene su lugar en el mundo de la afición electrónica y el D.I.Y.. Se han publicado innumerables artículos en revistas de divulgación electrónica orientados a la construcción casera de este instrumento, así como también la comercialización de kits y placas de circuito ya impresas para el armado en casa. También existen en internet foros dedicados a la divulgación y la construcción. Con la llegada de internet, toda la información y las posibilidades están al alcance.

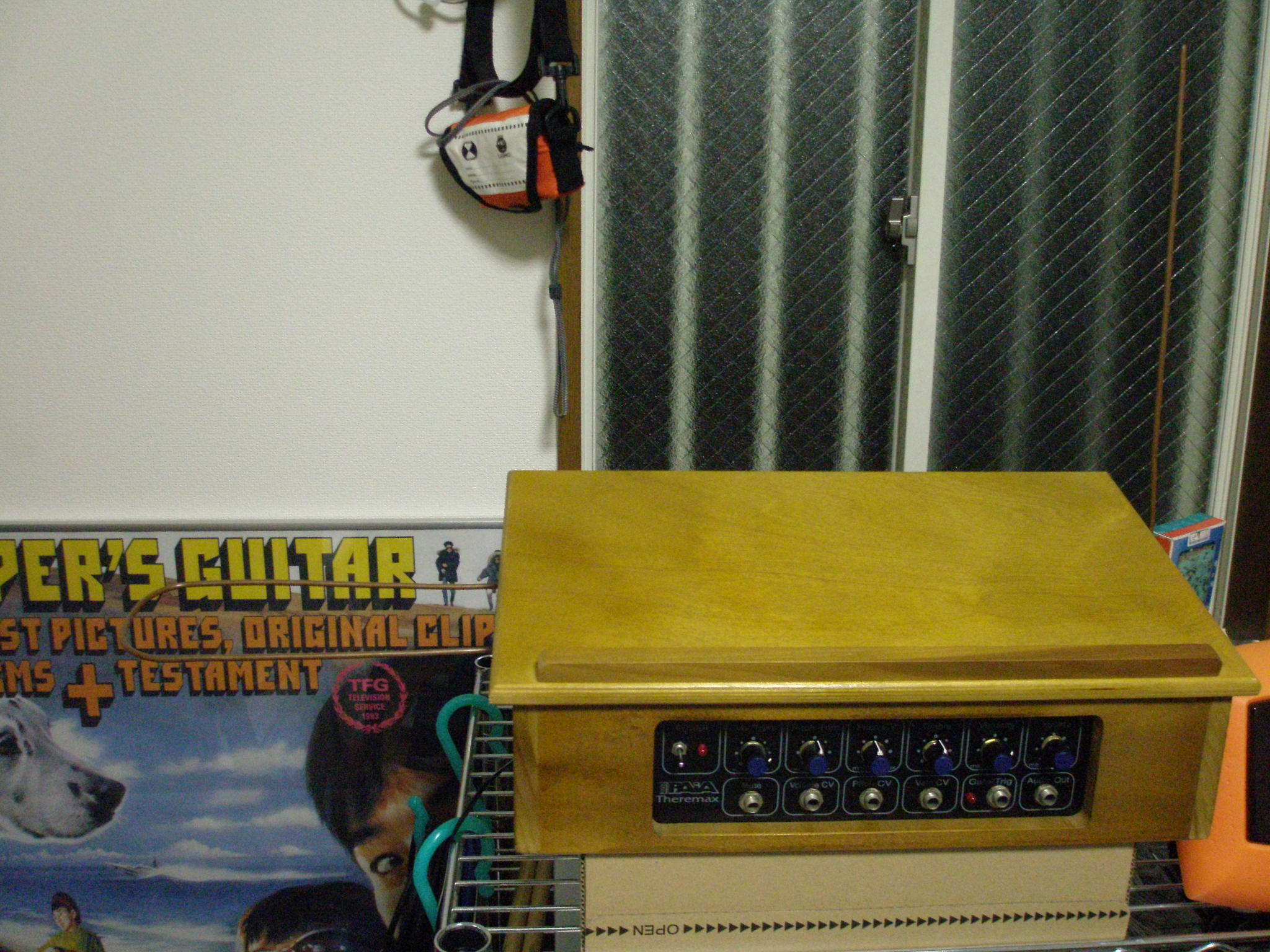
El Theremax de PAiA, uno de los proyectos de teremín DIY más populares de Internet.

## Intérpretes notables
Jimmy Page, fundador de la banda Led Zeppelin es una de las principales figuras del rock que utilizaron el theremin en la década de los 70. Interpretó la canción "Whole Lotta Love" haciendo uso del instrumento en varias presentaciones, siendo la más notable en el Madison Square Garden de 1973. 
En el pasado las figuras más representativas asociadas al instrumento fueron Clara Rockmore, Samuel Hoffman y Lucie Bigelow Rosen, entre otros.
Actualmente, un gran número de thereministas buscan seguir el legado de los grandes virtuosos del instrumento, algunos de ellos son Jean Michel Jarre, Lydia Kavina, Barbara Buchholz, Carolina Eyck, Katica Illényi, Ernesto Mendoza, Peter Pringle, Robby Virus o Pamelia Kurstin.